# Josephine Asperup
Josephine Asperup (født 21. juli 1992 i Søborg, Danmark) er en kvindelig dansk ishockeyspiller, der spiller forsvar for Danmarks kvindeishockeylandshold og svenske Malmö Redhawks Dam i den bedste svenske ishockeyrække Svenska damhockeyligan (SDHL). Hun har været ishockeyspiller siden 2005 og har optrådt i flere svenske og danske ligaklubber.
Jensen har i alt deltaget ved hele 10 slutrunder for Danmark i VM i ishockey for kvinder i både Division IA, Division II og Topdivisionen ved VM 2021 i Canada. Hun deltog desuden under Vinter-OL 2022 i Beijing, hvor det danske hold blev nummer 10.